# 脆性
脆性（英語：brittleness），是指物质受力时未有明显塑性变形就断裂的性质。脆性是和延展性相反的概念。脆性物质即使强度很高，发生脆性断裂前，也只能吸收较少能量。常见的脆性物质有陶瓷和玻璃等。脆性物质失效的主要机理为脆性断裂，是构件未经明显的变形而发生的断裂。